# 高木トモユキ
高木 トモユキ（たかぎ トモユキ、1977年〈昭和52年〉7月21日 - ）は、日本の俳優。静岡県沼津市出身。所属事務所はオリオンズベルト。劇団扉座のメンバー。妹は女優の高木りな。

## 来歴
学生時代は、桐蔭学園～立正大学にて体育会サッカー部にてレギュラーで活躍。
大学卒業後、青山のカフェでバイト中に映画監督にスカウトされ、俳優業を開始。
- 2004年、劇団扉座に所属、劇団員として多数の舞台作品へ出演。
- 2010年、株式会社オリオンズベルトに所属、ドラマ、CM、舞台等へ出演。
- 2011年、元宝塚歌劇団月組の娘役・瑠菜まりと結婚。
- 2012年、長男が誕生、一児の父となる。

## 出演

### 舞台
- meijiza劇団扉座「夜曲」（2003年） - 虎清 役
- 劇団扉座「曲がり角の悲劇」（2004年） - 準主役：イツヤ 役
- サクラ大戦歌謡ショー（2005年、厚生年金会館）
- 劇団扉座「LOVELOVELOVE R36」（2007年、シアタートップス）
- 新・水滸伝（二十一世紀歌舞伎組、2008年、ル・テアトル銀座）
- NEO時代劇 HAKANA（2008年、明治座） - 親分長治 役
- 仙台四郎物語（2009年、明治座）
- パッチギ!（2009年、新国立劇場 中劇場）
- 松本清張生誕100年記念 黒革の手帖（2009年、明治座）
- 嗚呼、田原坂（2010年、明治座）
- 劇団扉座「アトムへの伝言」（2011年、紀伊国屋ホール）
- 元禄チャリンコ無頼衆・浪花阿呆鴉（2013年、新歌舞伎座） - 吉岡慶二郎 役
- かたき同志（2013年、作：橋田壽賀子 / 演出：石井ふく子、明治座）
- 劇団扉座「つか版・忠臣蔵」（2014年） - 堀部安兵衛 役
- 劇団扉座「おんな武将NAOTORA」（2014年、座・高円寺1 / 厚木市文化会館）
- かたき同志（再演）（2015年、作：橋田壽賀子 / 演出：石井ふく子、明治座）
- 劇団扉座「郵便屋さんちょっと2016」（2016年） - 吉田桐蔭 役
- おトラさん（2016年、脚本・演出：堤泰之、明治座） - ジョニー松岡 役
- ミュージカル 刀剣乱舞～幕末天狼傳～（2017年）[5] - 土方歳三 役
- ミュージカル 刀剣乱舞〜真剣乱舞祭 2017〜（2017年） - 土方歳三 役
- 劇団扉座「郵便屋さんちょっと2017」（2017年） - 吉田桐蔭 役
- ミュージカル 刀剣乱舞〜結びの響、始まりの音〜（2018年3月24日 - 5月6日） - 土方歳三 役
- 劇団扉座「リボンの騎士 県立鷲尾高校演劇部奮闘記2018」（2018年、厚木文化会館/座・高円寺1） - ジュラルミン大公 役
- ミュージカル 刀剣乱舞〜真剣乱舞祭 2018〜（2018年11月24日 - 12月16日） - 土方歳三 役
- 伊賀の花嫁 その三「ズルい女」編（方南ぐみ、2019年2月2日 - 11日、三越劇場）[6] - マキハラ（マッキー） 役
- ルドルフとイッパイアッテナ（2019年、俳優座劇場） - クマ先生 役 / ネコ 役
- 劇団扉座「新浄瑠璃 百鬼丸～手塚治虫『どろろ』より～」（2019年5月11日 - 6月16日、座・高円寺1 / 千葉市美浜文化ホール メインホール / 厚木市文化会館 大ホール）醍醐景光役
- ももクロ一座特別公演（2019年、演出：本広克行、明治座） - 木之崎屋 役
- トラベルモード（WBB、2019年、赤坂RED/THEATER） - マルセル 役
- 舞台 鬼滅の刃（2020年、天王洲銀河劇場 / AiiA 2.5 Theater Kobe）[7] - 鱗滝左近次、響凱 役（2役）
- アグレッシブ ダンス ステージ「DEAR BOYS」（2020年、Theater Mixaこけら落とし公演） - 下條薫 役 ※公演中止
- 劇団扉座「お伽の棺2020－三つの棺－」（2020年） - 善治 役 ※公演中止
- ミュージカル 刀剣乱舞〜幕末天狼傳 2020〜（2020年9月 - 11月） - 土方歳三 役
- 劇団扉座 扉座40周年記念★withコロナ緊急前倒し企画「10knocks～その扉を叩き続けろ～」（2020年12月、紀伊國屋ホール） - 第4夜 芝崎孝史 役、第6夜 鈴次郎 役、第10夜 魚勝 役
- 朗読劇 あの空を忘れない（2021年1月16日）[8]
- 陽だまりの樹（2021年3月、ヒューリックホール東京 / シアター・ドラマシティ）- ヒュースケン 役 / 堀井六兵衛 役
- 朗読劇 あの空を忘れない（方南ぐみ、2021年6月23日、俳優座劇場）[9] - ヒロト 役
- 朗読劇 あの空を。（方南ぐみ、2021年9月10日・17日、俳優座劇場）[注 1]
- 令和千本桜 ～義経と弁慶（2021年10月、明治座） - 冨樫泰家 役
- 劇団扉座「ホテルカリフォルニア －私戯曲 県立厚木高校物語－」（2021年12月、紀伊國屋ホール） - 張ヶ谷 役
- 中島鉄砲火薬店（2022年1月、新国立劇場） - 土方歳三 役
- 淡海乃海（2022年5月、シアターGロッソ） - 重蔵 役
- 荒牧慶彦プロデュース「演劇ドラフトグランプリ」（2022年6月14日、日本武道館） - 劇団『打』出演者
- 坂本冬美特別公演 中村雅俊特別出演「いくじなし」（2022年9月 - 10月、作：平岩弓枝、演出：石井ふく子、明治座）[11] - 留 役
- 25Magic（2022年12月、三越劇場） - 岡田伊吹 役[12]
- あたっく No.1（2023年2月、俳優座劇場）[13]
- アグレッシブ ダンス ステージ『DEAR BOYS』（2023年6月、Theater Mixa） - 下條薫 役[14]
- 隠し砦の三悪人（2023年7月 - 8月、明治座 / 8月、新歌舞伎座）[15]
- 演劇ドラフトグランプリ2023（2023年12月5日、日本武道館）[16]
- 舞台 ブラッディ+メアリー（2024年1月 - 2月、こくみん共済 coop ホール/スペース・ゼロ） - 長谷川 役[17][18]
- 剣劇 三國志演技〜孫呉（2024年4月5日 - 16日、明治座） - 黄蓋 役[19]
- 舞台 銭湯来人（2024年7月20日 - 28日、草月ホール） - 梅澤太雄 役[20]
- ミュージカル 七色いんこ（2024年9月14日 - 29日、COOL JAPAN PARK OSAKA WWホール / 他） - 警部 役[21]
- 劇団扉座「歓喜の歌」（2024年11月24日、海老名市文化会館 大ホール / 11月26日 - 12月1日、紀伊國屋ホール）[22]
- 聖剣伝説3 TRIALS of MANA THE STAGE（2025年3月7日 - 4月6日、サンシャイン劇場 / 他） - 黒耀の騎士 / ロキ 役[23][24]
- 幻想水滸伝-門の紋章戦争篇-（2025年12月〈予定〉、シアターH / 2025年12月〈予定〉、京都劇場） - テオ・マクドール 役[25]

### 映画
- お江戸のキャンディー（2015年、広田レオナ監督） - 妓有 役
- 相棒シリーズ 鑑識・米沢守の事件簿（2009年）

### CM
- 白鶴「まる」(2011年）
- 第一生命（2012年）
- アクサダイレクト自動車保険（2012年）
- 積水ハウス（ゼロ篇）（2013年）
- GEOGIA EUROPEAN（2015年）
- 日本人材機構 SELF TURN（2017年）
- Nintendo Switch 2018-2019冬 CM1（2018年）
- 無垢スタイル（2020年）
- 小林製薬 アンメルツNEO（2021年）
- こどもみらい住宅支援事業（2022年） - 消費者夫婦 役
- セーフィー株式会社[26]「現場応援DXのセーフィーくん」篇（2022年）[27]
- 興和 ザ・ガード整腸錠α3+（アルファスリープラス）「大腸から強くなろう」篇（2025年7月 - ）[28]

### モデル
- アウトドアブランド「LOGOS」（2011年10月 - 2014年）※モデル契約
- HONDA耕うん機　ラッキーマルチFU700

### テレビドラマ
- ABC創立60周年記念ドラマ「検事・鬼島平八郎」 第3話（2010年11月5日、朝日放送 / テレビ朝日） - アナウンサー 役
- BS時代劇「新選組血風録」 第5回（2011年5月1日、NHK-BS） - 杉山松助 役
- 鈴子の恋（2012年1月5日 - 3月30日、東海テレビ） - 記者 役
- 13歳のハローワーク 第1話（2012年1月13日、テレビ朝日） - チンピラB 役
- おとり捜査官・北見志穂 第16作（2012年6月9日、テレビ朝日） - SAT 役
- BS時代劇「陽だまりの樹」 第十一回・最終回（2012年6月15日・22日、NHK-BS） - 井守 役
- 月曜ゴールデン 西村京太郎サスペンス十津川警部シリーズ53「伊豆・踊り子号殺人ルート〜消えた一億円の謎〜」（2014年10月20日、TBS） - 日高司郎 役
- 相棒 aseson13 元旦SP 第10話（2015年1月1日、テレビ朝日） - 男A 役
- 世にも奇妙な物語 25周年スペシャル・春 〜人気マンガ家競演編〜「自分を信じた男」（2015年4月11日、フジテレビ） - SATリーダー 役
- 三匹のおっさん2〜正義の味方、ふたたび!!〜 第6話（2015年5月29日、テレビ東京） - チンピラ 役
- ヤメゴク〜ヤクザやめて頂きます〜 第9話（2015年6月11日、TBS） - ヤクザ 役
- 月曜ゴールデン 警視庁南平班〜七人の刑事〜 第8作（2015年8月3日、TBS） - 救急隊員 役
- 花咲舞が黙ってない 第2シリーズ 第6話（2015年8月12日、日本テレビ） - 融資課員 役
- 婚活刑事 第10話（2015年9月4日[注 2]、読売テレビ） - 有栖川晋 役
- 怪盗 山猫 第9話（2016年3月12日、日本テレビ） - 警官 役
- お迎えデス。 第6話（2016年5月28日、日本テレビ） - 従業員 役
- 男と女のミステリー時代劇 第六話（2016年6月14日、BSジャパン） - 与田庫之助 役
- この世にたやすい仕事はない 第2話・最終話（2017年4月13日・5月25日、NHK-BS） - はなばたけアド社長 役
- 西村京太郎サスペンス 十津川警部シリーズ 第4作「愛と裏切りの伯備線」（2017年10月16日、TBS） - ショウ 役[29][30]
- 大河ドラマ おんな城主 直虎 第45回・第46回（2017年11月12日・19日、NHK総合）
- Rの法則スペシャル 大江戸ロボコン 第2話・第4話（2017年11月28日・30日、NHK Eテレ） - 北町与力 佐々木 役
- 獣になれない私たち 第2話（2018年10月17日、日本テレビ） - 経理担当 役
- 英雄たちの選択スペシャル「決戦! 西南戦争 ラストサムライ 西郷隆盛の真実」（2018年11月29日、NHK BSプレミアム） - 河野主一郎 役
- 緊急取調室 3rd SEASON 第5話（2019年5月9日、テレビ朝日） - 刑事 役
- 監察医 朝顔 第4話（2019年8月5日、フジテレビ）
- まだ結婚できない男 第5話（2019年11月5日、フジテレビ）
- G線上のあなたと私 第9話（2019年12月10日、TBS） -  カフェ店長 役
- 知らなくていいコト 第1話（2020年1月8日、日本テレビ） - 多賀悟 役
- ウチの娘は、彼氏が出来ない!! 第1話・第3話・第6話（2021年1月13日・27日・2月17日、日本テレビ） - 「はなカフェ」の店長 役
- 警視庁・捜査一課長 season5 第8話（2021年6月3日、テレビ朝日） - 戸次穂高 役[31]
- ライオンのおやつ 第1話（2021年6月27日、NHK BSプレミアム）
- 推しの王子様 第10話（2021年9月16日、フジテレビ） - 一ノ瀬洸平 役
- 恋です!〜ヤンキー君と白杖ガール〜 第1話（2021年10月6日、日本テレビ） - 警察官 役
- 悪女（わる）〜働くのがカッコ悪いなんて誰が言った?〜 第1話（2022年4月13日、日本テレビ） - 高木真守 役[32]
- インビジブル 第4話（2022年5月6日、TBS）
- 家庭教師のトラコ 第5話（2022年8月17日、日本テレビ） - 保険相談会の案内員 役[33]
- ブラッシュアップライフ 第1話・第3話（2023年1月8日・22日、日本テレビ） - 警官 役[34]
- Dr.チョコレート 第5話（2023年5月20日、日本テレビ） - 自動車の運転手 役
- ダブルチート 偽りの警官 Season2 第2話・第6話（2024年7月6日・8月3日、WOWOW） - 渡辺哲也 役[35]
- あなたを奪ったその日から 第3話・最終話（2025年5月5日・6月30日、関西テレビ・フジテレビ） - 結城旭の部下 役[36]
- 最後の鑑定人 第3話（2025年7月23日、フジテレビ） - 検察官 役[37]

### 配信ドラマ
- グッドモーニング・コール 第9話（2016年4月8日、Netflix） - ナンパ男 役
- THE LAST COP/ラストコップ another story Episode 3 （2016年12月24日、日本テレビ×Hulu） - 青年 役

### ドキュメンタリー
- ワンダーウォーク「北八ヶ岳 男二人で山三昧」（NHKBS4K）

### ラジオドラマ
- 青春アドベンチャー〜魔岩伝説〜（NHK-FM、2013年）